# Angerona alpina
Angerona alpina är en fjärilsart som beskrevs av Kitt 1932. Angerona alpina ingår i släktet Angerona och familjen mätare. Inga underarter finns listade i Catalogue of Life.